# Mumm-Ra
Mumm-Ra ist eine englische Indie-Rock-Band aus Bexhill-on-Sea. Niall Buckler gründete sie 2000 im Alter von nur vierzehn Jahren. Der Name stammt vom Bösewicht „Mumm-Ra the Ever-Living“ (dt. Mumion) aus der Serie ThunderCats. Nach ihrer Trennung 2008 reformierten sie sich 2012 zu Live-Auftritten und veröffentlichten 2014 eine neue EP Back to the Shore.

## Geschichte
Die Band gelangte nach einigen selbstveröffentlichten EPs und Auftritten als Vorband für The Kooks und Kaiser Chiefs zu gewisser Bekanntheit, als sie 2007 bei der NME Awards Indie Rock Tour teilnahm. Am 28. Mai 2007 veröffentlichten sie dann ihr Album These Things Move in Threes beim Plattenlabel Columbia Records. Es gab drei Single-Auskopplungen, Out Of the Question, What Would Steve Do? und She's Got You High. Als vierte Single sollte Starlight veröffentlicht werden, was aber nie geschah. Von 2006 bis 2008 hatte die Band Auftritte bei mehreren Festivals, auch dem Southside-Festival in Deutschland, und tourte durch Großbritannien und Japan. Dabei spielten sie auch Lieder, die auf einem zweiten Studio-Album hätten veröffentlicht werden sollen. Bevor es so weit kam, löste sich die Band aber am 17. April 2008 mit einer Meldung auf ihrer MySpace-Seite auf. New und Arguile spielen heute in der Band Mirrors, Keyboarder Tommy ist bei Live-Auftritten der Band White Lies aktiv.
Nach ihrer Trennung 2008, reformierten sie sich 2012 zu Live-Auftritten und veröffentlichten 2014 eine neue EP Back to the Shore.

## Diskografie

### Alben
- These Things Move in Threes, Columbia Records, 28. Mai 2007

### EPs
- The Dance in France, selbstveröffentlicht, 2005
- The Dance on the Shore, selbstveröffentlicht, 2006
- What Would Steve Do?, selbstveröffentlicht, April 2006
- Black Hurts Day and the Night Rolls On, Sony BMG, Juli 2006
- Back to the Shore, selbst veröffentlicht, März 2014

### Singles
- Out of the Question, Columbia Records, 23. Oktober 2006
- What Would Steve Do?, Columbia Records, 19. Februar 2007
- She's Got You High, Columbia Records, 14. Mai 2007

### Soundtracks
- (500) Days of Summer (Music from the Motion Picture), Sire Records, 2009. Mit She's Got You High
- Angus, Thongs and Perfect Snogging, mit She's Got You High
- The Inbetweeners, mit She's Got You High